# Кудрявцев Михайло Дмитрович
Миха́йло Дми́трович Кудря́вцев (1900 , Єфремовський повітd, Тульська губернія, Російська імперія  — невідомо ) — український робітник, радянський державний діяч. Депутат Верховної Ради УРСР 1-го скликання.

## Біографія
Народився в листопаді 1900 року в багатодітній родині селянина-бідняка в селі Ізрог, тепер Каменський район, Тульська область, Росія. Наймитував з дев'ятирічного віку.
З 1912 по грудень 1913 року працював хлопчиком в пекарні Артем'єва в Москві, був трактирним слугою («половим») у московському трактирі Кучерова. У 1914 році переїхав до Алчевська, де почав працювати хлопчиком в кондитерській майстерні Гостєва, а потім Яснопольської.
Наприкінці 1914 року поступив на Алчевський металургійний завод ДЮМО. Працював хлопчиком на коксових печах, з 1915 по 1918 рік був крючником в прокатному цеху.
Після революції у 1918—1919 роках — у загоні Червоної гвардії. У 1919—1924 роках — у Червоній армії: з 1921 року служив у караульній частині Третьої робітничої бригади РСЧА в Москві.
Після демобілізації рік працював вальцювальником на паравозобудівному заводі Гартмана (потім — імені Жовтневої революції) в Луганську.
З 1925 року знову в Алчевську (Ворошиловську) на різних посадах на Ворошиловському металургійному заводі імені Ворошилова. Спершу був чорноробом, потім вальцювальником стана 300 прокатного цеху. З 1928 по 1929 рік навчався на курсах додаткової робітничої освіти. З 1930 року, після закінчення шестимісячних курсів з підвищення кваліфікації, працював старшим вальцювальником прокатного цеху.
Член ВКП(б) з 1932 року.
З листопада 1937 року — майстер стана 300 прокатного цеху Ворошиловського металургійного заводу імені Ворошилова.
26 червня 1938 року обраний депутатом Верховної Ради УРСР 1-го скликання по Ворошиловській міській виборчій окрузі № 138 Ворошиловградської області.
1 вересня 1939 — 1 січня 1941 року — на навчанні в Промакадемії імені Й. В. Сталіна в Москві. Після розформування академії продовжив навчання у Всесоюзній школі техніків у Москві.
17 серпня — 17 жовтня 1941 року — секретар по промисловості і транспорту Ворошиловського міського комітету КП(б) України.
Під час німецько-радянської війни з 17 жовтня 1941 року — в евакуації в Середній Азії, з 3 березня 1942 по 31 серпня 1943 року — заступник директора Чирчицької школи ФЗН № 3 в Ташкентській області.
З 23 вересня 1943 року — завідувач промислово-транспортного відділу Ворошиловського міського комітету КП(б) України Ворошиловградської області.

## Нагороди та відзнаки
- значок «Відмінник соціалістичного змагання важкої промисловості» (1938)